# Николай Маев
Николай Александрович Маев (на руски: Никола́й Алекса́ндрович Ма́ев) е руски военен журналист, изследовател на Средна Азия.

## Биография
Роден е на 21 февруари 1835 година (стар стил) в Санкт Петербург, Руска империя. Завършва 2-ра Петербургска гимназия през 1853 г., след което постъпва като прапоршчик в Лейбгвардейския Павловски полк. Участва в Кримската война (1853 – 1855) и е произведен в първи офицерски чин в Лейбгвардейския Гренадирски полк. Заедно с изпълнението на армейските си задължения започва да помества статии по история и география на Русия в списанията „Народное чтение“, „Грамотей“, „Мирской вестник“ и „Чтения для солдат“ и през 1861 г. е назначен за помощник-редактор на двете последни списания.
След завоюването на Туркестан от Русия, Маев напуска Петербург и се заселва в Ташкент, където от 1869 г. заема длъжността редактор на списанието „Туркестански ведомости“. От този момент нататък започва неговата научна дейност в слабоизследвания край. Взема участие в Хивинския поход през 1873 г. и няколко пъти предприема пътешествия в Средна Азия.
От април до юни 1875 г., заедно с топографа Дмитрий Михайлович Вишневски, изследва района край десния бряг на Амударя и Пяндж от 66º 40` до 70º и.д. Вместо обширни равнини със степен характер, както се е предполагало по-рано, Маев открива няколко паралелни, простиращи в юг-югозападно направление широки речни долини, разделени от малките хребети Кугитангтау (3137 м), Бабатаг (2286 м), Каратау (2112 м), Вахшкия хребет (3141 м) и най-високия плебета Хозретиши (4086 м). Той предполага, че всички те са свързани с голямата Хисарска планинска система и явяващи се нейни югозападни краища. Някои от тях, както той установява, са отделени от Хисарската планинска система от широка падина.
По време на пътешествията си събира обширни колекции по ботаника и зоология от забележителни нови видове растения и животни, които изпраща по предварително споразумение в музея на Московския университет.
През 1892 г. излиза в оставка с чин генерал-майор и последните няколко години живее в Санкт Петербург. Става действителен член на Руското географско дружество и постоянен член на Московското дружество на любителите на естествознанието, антропологията и етнографията.
Умира на 2 януари 1896 година (стар стил) в родния си град на 60-годишна възраст.